# Erateina faventia
Erateina faventia är en fjärilsart som beskrevs av Druce 1892. Erateina faventia ingår i släktet Erateina och familjen mätare. Inga underarter finns listade i Catalogue of Life.